# Rampur Baghelan
Rampur Baghelan è una suddivisione dell'India, classificata come nagar panchayat, di 11.315 abitanti, situata nel distretto di Satna, nello stato federato del Madhya Pradesh. In base al numero di abitanti la città rientra nella classe IV (da 10.000 a 19.999 persone).

## Geografia fisica
La città è situata a 24° 31' 13 N e 81° 04' 48 E.

## Società

### Evoluzione demografica
Al censimento del 2001 la popolazione di Rampur Baghelan assommava a 11.315 persone, delle quali 5.855 maschi e 5.460 femmine. I bambini di età inferiore o uguale ai sei anni assommavano a 2.012, dei quali 1.042 maschi e 970 femmine. Infine, coloro che erano in grado di saper almeno leggere e scrivere erano 6.891, dei quali 4.082 maschi e 2.809 femmine.